# Parque nacional de Sirohi
El parque nacional de Sirohi es un parque nacional de la India, en el estado de Manipur. 
Fue declarado zona protegida en 1982. Entre los animales que se encuentran aquí protegidos está aves como el tragopán de Blyth o el faisán de Hume, y mamíferos como el tigre o el leopardo. Aquí crece el famoso "lirio de Shirui" o "de Siroi" (Lilium mackliniae) de forma natural, florece en lo alto de las colinas en los meses de mayo a junio, durante la temporada del monzón. 
El pico Shirui Kashong, cerca de Ukhrul, alcanza los 2.835 m s. n. m. En las laderas de esta montaña nacen varias corrientes de agua.